# 아사이시 (시리아)

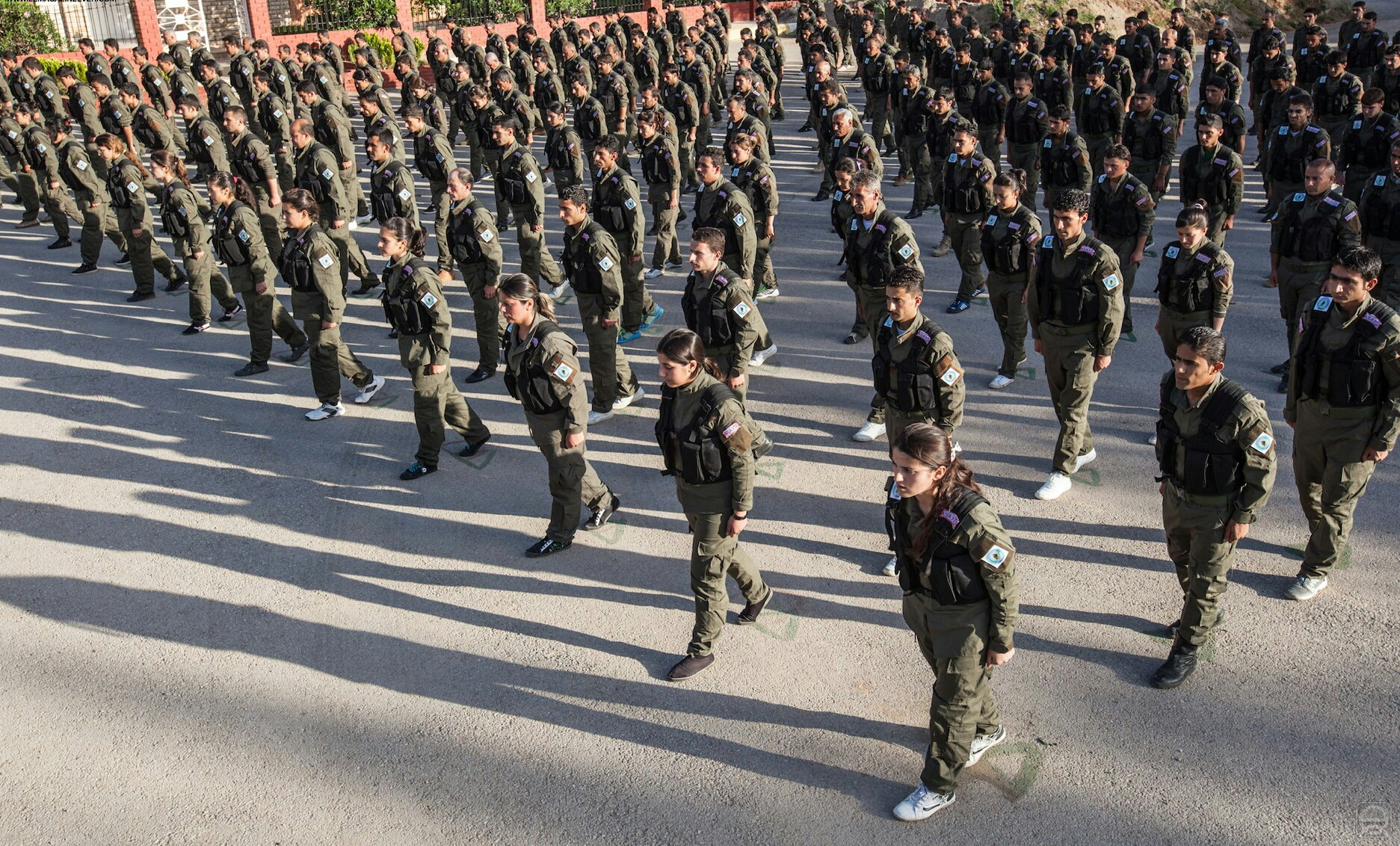

아사이시 또는 아사이쉬(الأسايش, 쿠르드어로 보안을 의미함) 로자바의 공식적인 자치 행정부의 입법적 경찰 기구로 공식적인 보안 조직이기도 하다. 이 단체는 쿠르드 최고 위원회에 의해 다스려지는 지역의 경찰 임무를 맡기 위해 시리아 내전 기간 동안에 형성되었다.

## 주요 정책

### 성적 평등
다른 로자바의 입법 기구와 마찬가지로, 아사이시는 성적 평등에 기초한 병력이 되기 위해 노력 중이다. 아사이시 병력의 약 25%는 여성이다. 여성인 시완 이브라힘과 남성인 아이탄 파하드가 공동으로 조직을 이끌고 있다. 무장 공격으로부터 시민들을 보호하기 위해 아사이시는 성폭력, 가정 폭력으로부터 여성들을 보호하고, 시위나 공동의 축하에서 여성들이 피해를 입지 않도록 돕는 여성들로만 구성된 특별 지부를 설립했다. 그들의 목표는 여성이 관련된 성폭력부터 은행 강도까지 모든 사건에서 여성을 보살피는 것이 목표이다. 이 병력의 여성 군인들은 급진적인 이슬람주의자들의 공격이라는 추가적인 위험에도 노출되어 있다.

### 시민 주도의 치안 유지
로자바 정부는 모든 시민들에게 아사이시와의 훈련을 제공해왔다. 궁극적인 희망은 대다수의 시민들이 훈련을 받게 되면 보안이 시민들 사이에서 유지될 수 있고, 아사이시 자체는 해산될 수 있을 것이라는 것이다.

### 훈련
무기의 사용과 더불어, 아사이시 요원들은 윤리, 쿠르디스탄의 매개, 윤리, 역사와 제국주의, 대중문화에 의한 심리적 전쟁, 그리고 교육의 중요성과 자아 비판에 대해 훈련받고 있다.